# Matt Hemingway
Matt Hemingway (Estados Unidos, 24 de octubre de 1972) es un atleta estadounidense, especializado en la prueba de salto de altura en la que llegó a ser subcampeón olímpico en 2004.

## Carrera deportiva
En los JJ. OO. de Atenas 2004 ganó la medalla de plata en el salto de altura, saltando por encima de 2.34 metros, tras sueco Stefan Holm (oro con 2.36 m) y por delante del checo Jaroslav Bába (bronce también con 2.34 m pero en más intentos).